# Gouré
Gouré es una comuna urbana de Níger, chef-lieu del departamento homónimo en la región de Zinder. En diciembre de 2012 presentaba una población censada de 73 732 habitantes, de los cuales 37 808 eran hombres y 35 924 eran mujeres.
Se desarrolló como ciudad en la primera mitad del siglo XIX, cuando se convirtió en la capital de la provincia de Mounio perteneciente a Bornu. El gobernante local, Kosso, fortificó la localidad y estableció en ella un mercado. En 1874 fue anexionada a Zinder bajo el mandato del sultán Ténimoun dan Sélimane. En 1903, los franceses restauraron el gobierno tradicional de Gouré. Actualmente es una ciudad multiétnica donde conviven kanuris, árabes, tubus, fulanis y tuaregs.
Se encuentra situada en el centro-sureste del país, unos 120 km al este de la capital regional Zinder sobre la carretera RN1 que lleva a Diffa. Unos 50 km al sur de la ciudad se ubica la frontera con el estado nigeriano de Yobe.